# Principato di Tver'
Il Principato di Tver', anche conosciuto come Gran Principato di Tver' (in russo Великое княжество Тверское?, Velikoe knjažestvo Tverskoe), era il principato russo più grande dopo il disgregamento della Rus' di Kiev alla fine del XII secolo. Il Principato era centrato sulla città di Tver' situata a nord-ovest di Mosca. I principali centri del principato erano le città di Kašin, Zubcov, Starica, Dorogobuž, Cholm, Kaliazine, Klin.
Il Principato si estendeva lungo il corso superiore del Volga.
Al culmine del suo potere, il principato di Tver era un rivale del Gran Principato di Mosca per la supremazia sul territorio dell'attuale Russia.
Michail di Tver, il terzo principe, fu uno dei regnanti medievali russi più amati. La sua politica di aperto conflitto con l'Orda d'Oro portò al suo assassinio nel 1318. Suo figlio Demetrio "dagli Occhi Terribili" gli succedette al trono di Tver', e, concludendo un patto di alleanza con il potente Granducato di Lituania, cercò di ampliare la sfera di influenza politica della città.
Preoccupato dalle trame di Demetrio, il nuovo principe di Vladimir Ivan Kalita lo fece uccidere dai Mongoli nel 1326. Avuta notizia dell'assassinio, la città si ribellò all'Orda (rivolta di Tver'), che, unendo le forze con la Moscovia, riuscì tuttavia a reprimere con brutalità la ribellione. Molti cittadini di Tver' furono uccisi, schiavizzati o deportati. Questo avvenimento fu un terribile colpo per la città nella sua lotta per la supremazia in Russia.
Nella seconda metà del XIV secolo, Tver' fu ulteriormente indebolita dalle lotte dinastiche tra i suoi principi. Due rami della casa regnante, i Kašin e i Cholmskij, si combatterono infatti per il trono del Granducato. Le rivendicazioni furono sostenute da Mosca che approfittò della situazione creatasi per consolidare il suo controllo sulla vicina regione.
Durante la gran guerra feudale in Moscovia, Tver' si ribellò nuovamente e concluse un trattato difensivo con Lituania, Velikij Novgorod, Bisanzio e l'Orda d'Oro. 
Il Gran Principe Boris di Tver' inviò uno dei suoi uomini, Afanasij Nikitin, alla ricerca di oro e diamanti nella lontana India. L'opera di quest'ultimo, che descrive il suo viaggio dal 1466 al 1477, è probabilmente il primo racconto scritto di prima mano dell'India da parte di un europeo.
Il 12 settembre 1485, le forze di Ivan il Grande assediarono la città e la sconfissero. Il Principato fu dato in appannaggio al nipote dello zar e fu abolito dopo alcune decine di anni. Gli ultimi eredi della dinastia un tempo regnante furono giustiziati da Ivan il Terribile durante l'Opričnina. Il Principato entrò nel XIV secolo a far parte del Granducato di Mosca.

## Principi
- 1246 - 1272 Jaroslav
- 1272 - 1285 Svjatoslav
- 1285 - 1318 Michail il Santo
- 1318 - 1326 Demetrio Occhi Terribili
- 1326 - 1327 Alessandro I di Tver'
- 1328 - 1338 Konstantin
- 1338 - 1339 Alessandro I di Tver'
- 1339 - 1346 Konstantin
- 1346 - 1351 Vsevolod
- 1351 - 1368 Vasilij di Kašin
- 1368 - 1399 Michail II, "Gran Principe di Tver'" (c. 1375)
- 1400 - 1425 Ivan
- 1425 Alessandro II di Tver'
- 1425 Jurij
- 1425 - 1461 Boris il Grande
- 1461 - 1485 Michail III l'Esule

Nel 1485, Ivan III di Mosca conquista il Principato di Tver'.